# Acranthera frutescens
Acranthera frutescens är en måreväxtart som beskrevs av Theodoric Valeton. Acranthera frutescens ingår i släktet Acranthera och familjen måreväxter. Inga underarter finns listade i Catalogue of Life.